# Langues totonaques
Cet article concerne les langues totonaques. Pour le peuple totonaque, voir Totonaques.
Les langues totonaques (ou langues totonaques-tepehuas) sont une famille de langues amérindiennes parlées au Mexique.

## Classification

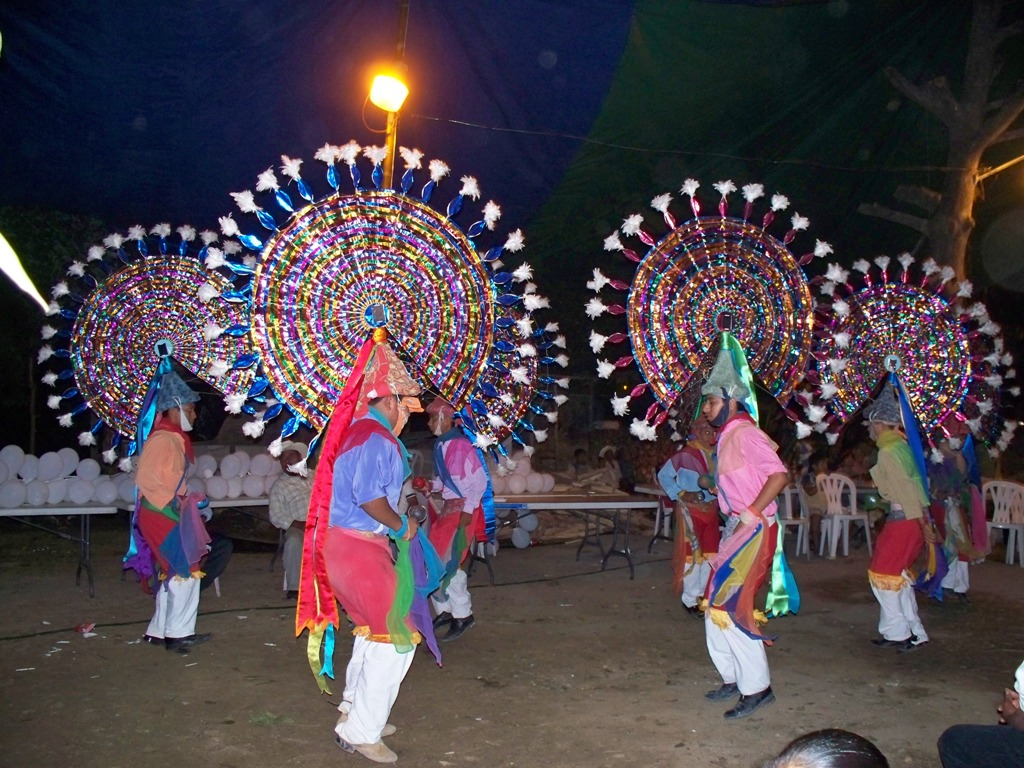
Danseurs totonaques à Coyutla, Veracruz

Les langues totonaques sont considérées comme n'étant pas génétiquement reliées à d'autres familles de langues amérindiennes.
Selon MacKay et Trechsel (2008) la classification interne du totonaque est la suivante :
- Proto-totonaque-tepehua
  - proto-tepehua :
    - tepehua de Tlachichilco
    - tepehua de Pisaflores
    - tepehua de Huehuetla

  - proto-totonaque
    - totonaque de Misantla
      - Yecuatla, San Marcos Atexquilapan

    - totonaque de Papantla
      - El Escolin, El Tajin, El Carbon

    - totonaque de la sierra
      - Zapotitlan, Coatepec, Huehuetla

    - totonaque septentrional
      - Apapantilla, Patla-Chicontla

## Liste des langues
En tant que telle, la famille n'est constituée que de deux membres, le totonaque et le tepehua. Cependant il existe une certaine variété de parlers totonaques et tepehua, qui bien que traditionnellement qualifiés de dialectes, ne sont pas nécessairement intercompréhensibles.
- tepehua (en)
  - tepehua de Tlachichilco
  - tepehua de Pisa Flores
  - tepehua de Huehuetla
- totonaque (en)
  - totonaque de Misantla
  - totonaque de Papantla
  - totonaque de la sierra, totonaque de Huehuetla
  - totonaque du haut Necaxa